# أنغكور وات

أصبح أنغكور وات رمزًا لكمبوديا ومصدر للفخر القومي، وأصبح جزء من علم كمبوديا الوطني منذ عام 1863

أنغكور وات (باللغة الخميرية: អង្គរវត្ត) هو مجمع معابد يقع في منطقة أنغكور في كمبوديا، شيده الملك سرفارمان الثاني في بداية القرن الثاني عشر ليكون المعبد الرسمي للدولة وعاصمتها. وهو الآن المعبد الوحيد في المنطقة الذي لا يزال مركزًا ذا أهمية دينية منذ تأسيسه بفضل العناية الفضلى التي حُظِي بها؛ حيث كان معبدًا هندوسيًا مكرسًا للإله فيشنو، ثم أصبح معبدًا بوذيًا. يعتبر أنغكور وات مثالاً أصيلاً لفن العمارة الخمرية، وأصبح رمزًا لكمبوديا يظهر على علمها الوطني، إلى جانب كونه عامل الجذب الرئيسي للزوار في الدولة.
يجمع أنغكور وات بين تصميمين أساسيين في فن عمارة المعابد الخمرية وهما: جبل المعبد وأروقة المعبد التي بُنيت لاحقًا، والمستوحاة من فن العمارة الهندوسي القديم في جنوب الهند متضمنة معالم بارزة مثل أبيات الجقاتي الهندوسية. صُمِمَ أنغكور وات ليمثل جبل ميرو، وهو موطن الآلهة في الأساطير الهندوسية. وتوجد ثلاثة أروقة مستطيلة الشكل تعلو أحدها الأخرى داخل خندق مائي محاط بجدار خارجي يحيط المعبد يبلغ طوله 3.6 كيلو متر. وتنتصب خمسة أبراج في وسط المعبد على شكل زهرة اللوتس. أنغكور وات موجه إلى الغرب بخلاف أغلب معابد المنطقة، واختلف العلماء على دلالة ذلك. إن تناسق وعظمة أسلوب بنائه والمنحوتات البارزة المنتشرة فيه والأرواح الحارسة التي تزين جدرانه تجعل المعبد محط إعجاب الناس.
يعني الاسم الحديث -أنغكور وات- معبد المدينة. أنغكور هي كلمة عامية مشتقة من الكلمة نوكور المأخوذة من الكلمة السنسكريتية ناجارا بمعنى العاصمة، أما وات فهي كلمة خميرية تعني معبد. وكان المعبد يعرف في وقت سابق بـ «بريا بسنولوك» وهو اللقب الذي أُعطي لمؤسسه الملك سرفارمان الثاني بعد وفاته.

## تاريخ المعبد

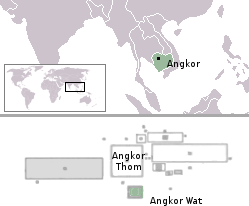
يقع أنغكور وات في أقصى جنوب المواقع الرئيسية في منطقة أنغكور.

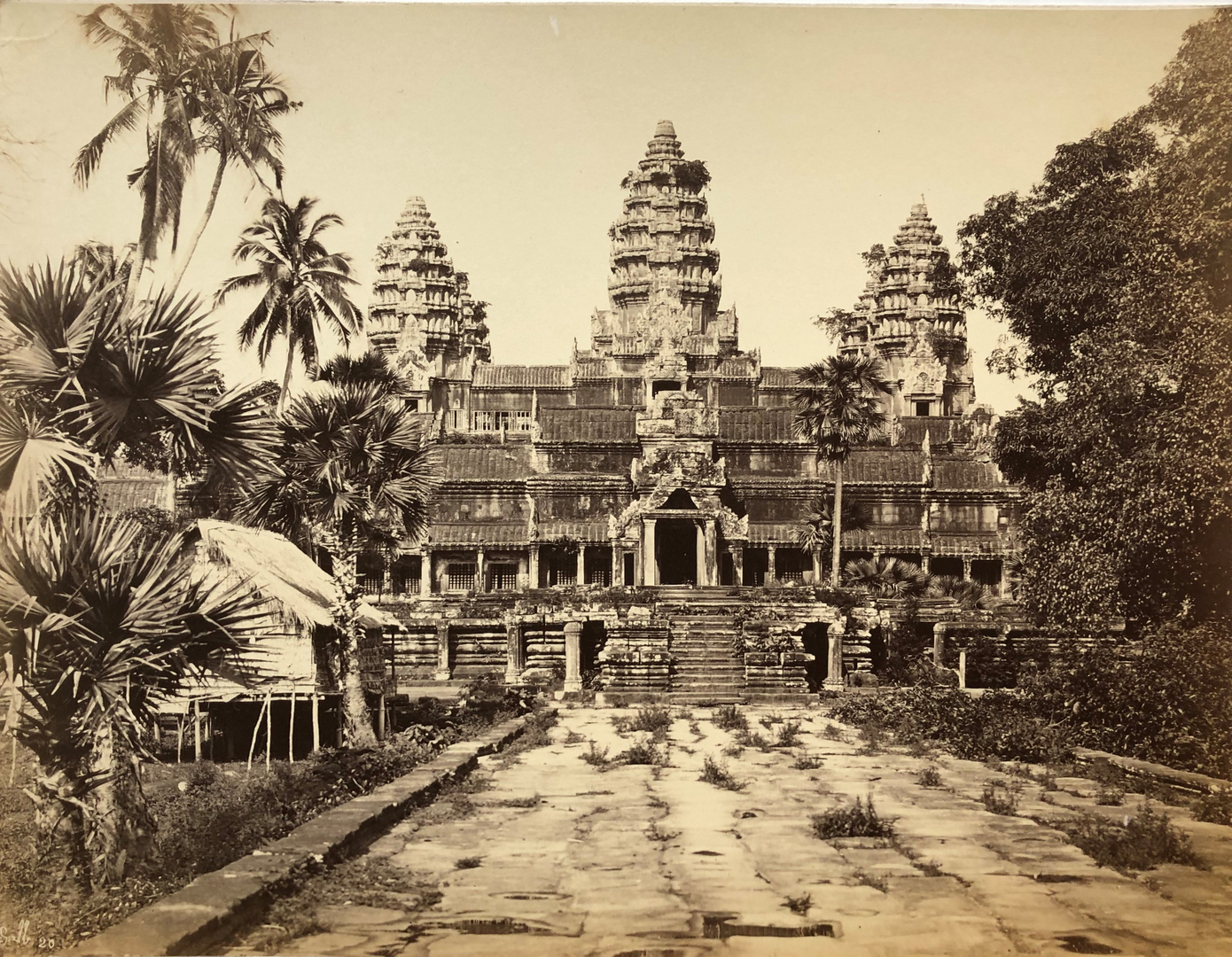
صورة لأنغكور وات من عام 1866

يقع أنغكور وات على بعد 5.5 كيلو متر شمال بلدة سيام ريب الحديثة، وعلى بعد مسافة قصيرة من جنوب شرق العاصمة السابقة الواقعة في قلب معبد بافون. وتمتلئ هذه المنطقة من كمبوديا بمجموعة من المباني الأثرية الهامة، ويقع أنغكور وات تحديدًا في أقصى جنوب المواقع الرئيسية في منطقة أنغكور.
صمم المعبد لأول مرة وبُني في النصف الأول من القرن الثاني عشر في عهد سرفارمان الثاني (حكم من 1113 – 1150). اسم المعبد الأصلي غير معروف لعدم وجود أي حجر أساس في المعبد، ولا نقوش معاصرة لذلك الوقت تشير إلى المعبد. ربما كان يعرف بـ«فراه فيشنولوك» على اسم الآلهة الرئيسية. ويعتقد أن بناء المعبد انتهى بعد وفاة الملك بفترة قصيرة سوى بعض المنحوتات البارزة الغير منتهية، وقد نُهبت أنغكور بعد 27 سنة من وفاة الملك في حوالي عام 1177 من قبل التشامس العدو التقليدي للخمريين. استرجع بعد ذلك الملك الجديد جيافارمان السابع الإمبراطورية، وأسس عاصمة جديدة وأختار أنغكور ثوم معبد رسمي، ثم معبد بايون الذي يبعد بضعة كيلومترات إلى الشمال.
وفي نهاية القرن الثالث عشر، قام سرندرفرمان زوج ابنة الملك جيافارمان بخلعه عن الحكم، وكان سرندرفرمان قد قضى العشر سنوات الأخيرة في سريلانكا، وعُين فيها راهبًا بوذيًا، فقرر أن يبدل الديانة الرسمية للإمبراطورية من الهندوسية إلى البوذية الترافادية. ومما سهل عملية تغيير الدين هو تفشي الفساد السياسي، حيث سارع المواطنون بالدخول في الديانة الجديدة من دون الحاجة إلى أي كسب مادي أو قوة. من هنا تحول أنغكور وات من معبد هندوسي إلى معبد للاستخدام البوذي التيرافادي ولا زال إلى يومنا هذا. يتميز أنغكور وات عن غيره من المعابد في المنطقة بعدم هجرانه بالكلية، بالرغم من تعرضه للإهمال بعد القرن السادس عشر. يرجع ذلك إلى وجود الخندق المائي الذي قام كعامل حماية من أي انتهاك لحرمته.
كان الراهب البرتغالي أنطونيو دي ماجدالينا الذي زار المعبد في عام 1586 من أوائل الزوار الغربيين، وقال عنه أنه بناء استثنائي يعجز القلم عن وصفه، خاصة أنه لا يشابهه أي بناء في العالم، وأن أبراجه وزخارفه وكل التحسينات فيه لا يتصورها إلا أنسان عبقري. لكن المعبد لم يشتهر في العالم الغربي إلا في منتصف القرن التاسع عشر على خلفية نشر مذكرات رحلات المستكشف الفرنسي هنري ماوت التي ذكر فيها:
| أنغكور وات | يبدو أن واحد من هذه المعابد الذي ينافس هيكل سليمان قد شيده مايكل أنجلو آخر قديم، وربما يأخذ مكانة مشرفة بجانب أكثر مبانينا جمالاً، فهو أفخم من أي شيء تركه لنا اليونانيين أو الرومان، ويظهر تضاد محزن للوضع الهمجي الذي يغرق به الشعب الآن. | أنغكور وات |

أخطأ ماوت بتحديد تاريخ المعبد في العصر الروماني، لأنه - وكغيره من العديد من الزوار الغربيين- لم يستطيع تصديق أن الخمير استطاعوا بناء مثل هذا المعبد. لم تُجمع أجزاء التاريخ الحقيقي لمعبد أنغكور وات إلا من خلال دراسة الأساليب والعبارات المنقوشة التي جمعت بعد الترميم الذي شمل جميع المواقع في أنغكور.
لم يكن هناك أي مساكن عادية أو منازل أو دلالات أخرى على الاستيطان من أدوات الطبخ والأسلحة أو الملابس التي عادة ما توجد في المناطق الأثرية. كانت الآثار بذاتها هي الدليل الوحيد في المنطقة.
احتاج أنغكور وات إلى ترميم كبير في القرن العشرين للتخلص من النبات والتراب المتراكم. توقف العمل في الترميم بسبب الحرب الأهلية وسيطرة الخمير الحمر على الدولة في السبعينات والثمانينات من القرن العشرين، لكن لم يلحق بالمعبد خلال تلك الفترة إلا القليل من الضرر الذي لا يتعدى سرقة وتخريب غالبًا ما كان في تماثيل تابعة لما بعد الحقبة الأنغكورية.
أصبح المعبد رمزًا لكمبوديا ومصدر للفخر القومي، وأصبحت صورة أنغكور وات جزء من علم كمبوديا الوطني منذ تقديم النسخة الأولى من العلم من حوالي عام 1863. وانطلقت مظاهرات في بنوم بنه في يناير 2009، عندما انتشرت إشاعات زائفة بأن ممثلة في مسلسل تلفزيوني تايلاندي إدعت أن أنغكور وات ينتمي إلى تايلاند.

## أسلوب البناء

### الموقع والتصميم

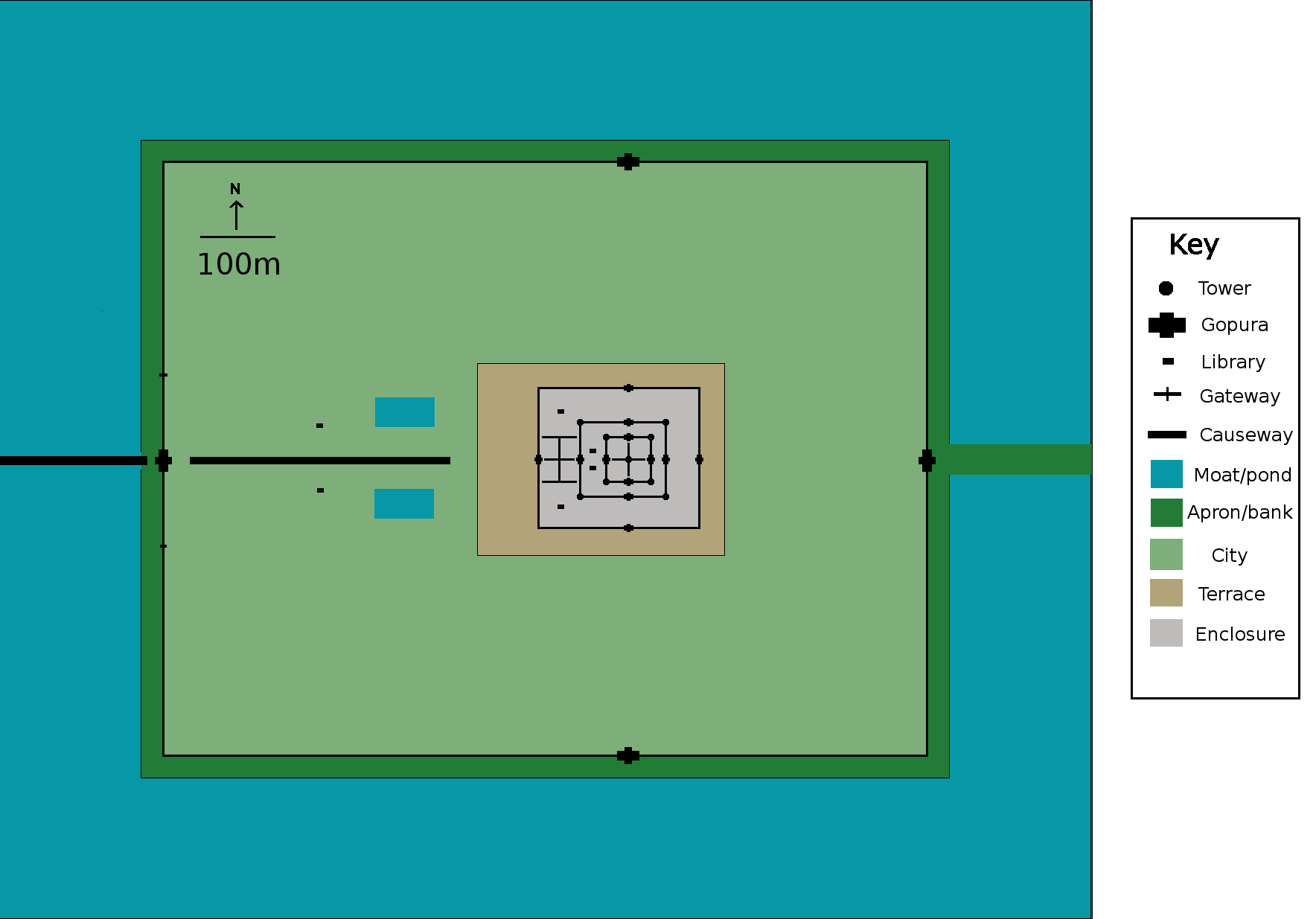
تصميم أنغكور وات

يتكون معبد أنغكور وات، من جبل المعبد الذي يعتبر التصميم النموذجي لمعابد الإمبراطورية الرسمية ومن الأروقة المتحدة المركز التي أُضيفت لاحقًا. ويظهر على المعبد تأثره ببعض الولايات الهندية مثل أوريسا وتشولا التابعة إلى تاميل نادو. ويمثل المعبد جبل ميرو الذي يعتبر موطن الآلهة، وترمز الأبراج الخمسة التي تشكل مربع في المنتصف إلى قمم الجبل الخمسة، ويرمز الخندق المائي والجدران إلى المحيط وسلسلة الجبال المحيطة بالجبل. أصبح الدخول إلى الجزء الأعلى من المعبد حصريًا تدريجيًا، بينما سُمح لسواد الناس الدخول إلى الجزء السفلي فقط.
ويتجه أنغكور وات إلى الغرب بدلاً من الشرق بخلاف أغلب المعابد الخميرية، مما دعى الكثير- مثل جيلز وجورج كود - للاعتقاد أن سرفارمان أراد استخدامه كمعبد دفن خاص به. ويدعم هذا الرأي المنحوتات البارزة التي تنبثق بإتجاه عكس عقارب الساعة بخلاف النظام المعتاد، فالطقوس في عملية الدفن البرهمية تحث بترتب عكسي. وقد يكون الوعاء الذي وصفه عالم الآثار تشارلز هايم هو وعاء الدفن الذي استُعيد من البرج المركزي. ورشح البعض هذه الطقوس لتكون أكبر استنزاف للطاقات للتخلص من جثة. وأشار فريمان وجاكيز إلى بعض المعابد الأخرى في أنغكور التي حادت عن الاتجاه الشرقي المعتاد، واقترحوا أن انحياز أنغكور وات كان بسبب تكريسه للإله فيشنو المرتبط بالغرب.
اقترحت ألينور مانيكا تفسير آخر لمعبد أنغكور وات، حيث تقول أن الرسومات على أرصفة وأبعاد المعبد ومحتوى وترتيب المنحوتات البارزة تشير إلى عهد مزعوم من السلام تحت حكم سرفارمان الثاني. وتقول بما أن قياسات دورة التوقيت الشمسي والقمري قد اعتمدت في فضاء أنغكور وات المقدس، فإن هذا التفويض الديني للحكم الذي أُرسي في الغرف والممرات الموقوفة يهدف إلى تخليد سلطة الملك وإجلال الآلهة المتجلية في السماء. وناءت مانيكا بنفسها عن شكوك الآخريين مثل جراهام كانكوك القائل أن أنغكور وات هو جزء من تمثيل لكوكبة برج التنين.

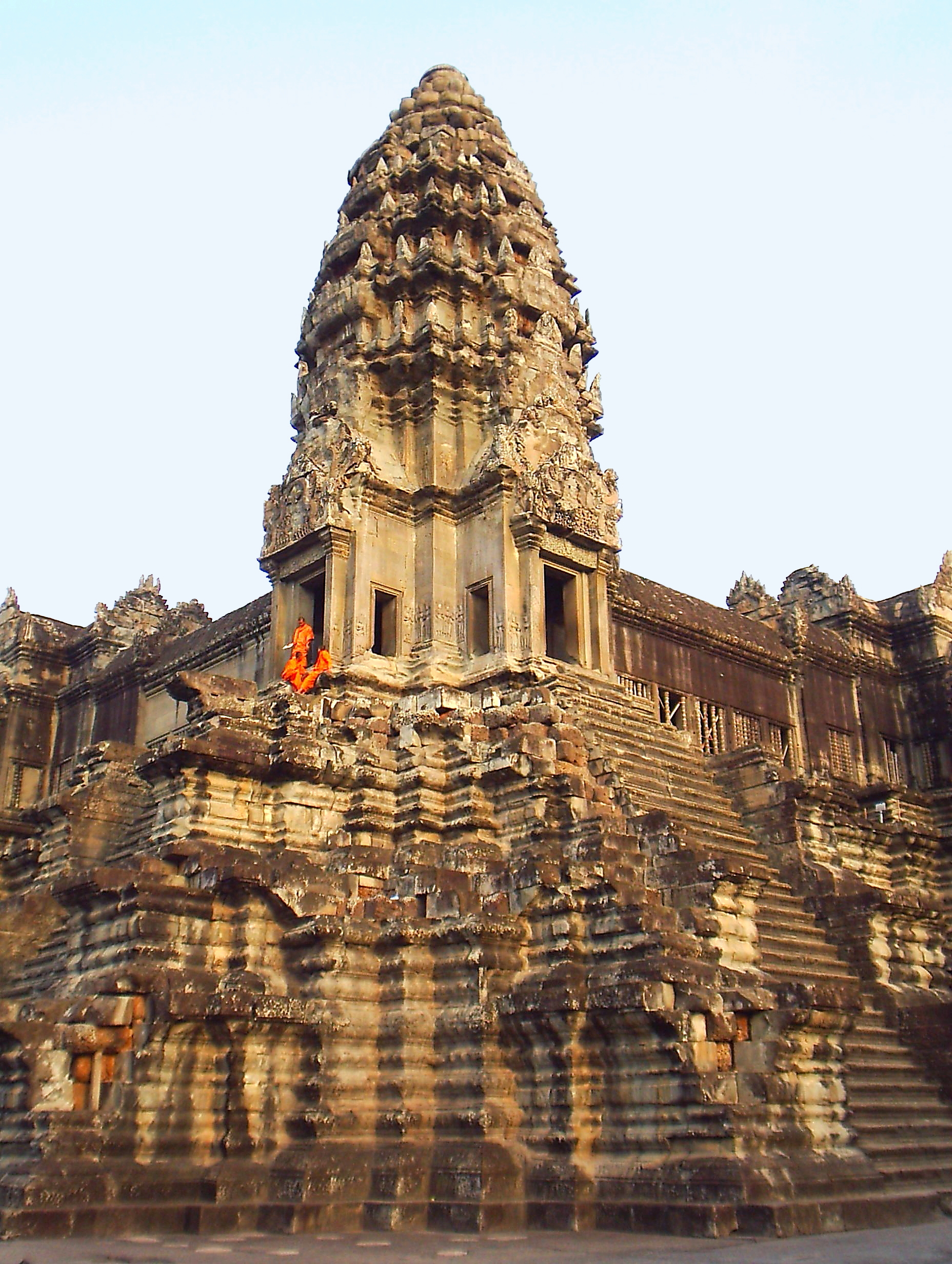
البرج الشمال الغربي للرواق الداخلي في وقت الغروب

### الطراز
يعتبر أنغكور وات مثال أصيل للطراز التقليدي لفن العمارة الخميرية، والذي يُسمى الآن طراز أنغكور وات. أصبح المهندسون الخميريون في القرن الثاني عشر ماهرين وجريئين في استخدام الحجر الرملي بدلاً من الطوب أو الصخور الرملية الحمراء (اللاتيرايت) كمادة أساسية في البناء. واستُخدم الحجر الرملي في بناء أغلب المناطق الظاهرة، واللاتيرايت في بناء الجدار الخارجي وأجزاء البناء الخفية، ولم تُعرف إلى الآن المادة المستخدمة في ربط الكتل الحجرية ببعض، ولكن يُرجح استخدام الراتنجات أو هيدروكسيد الكالسيوم.
ويلقى أنغكور وات الاستحسان لتناسق تصميمه الذي يقارن بالعمارة اليونانية والرومانية. ويقول القيم على أنغكور في منتصف القرن العشرين موريس جلايز أن المعبد بلغ الكمال الكلاسيكي بعراقة عناصره المتوازنة على نحو ممتاز ودقة تنظيم أبعادها، وأن بنائه يجمع بين القوة والانسجام وجمال الأسلوب.
وتتضمن الخصائص الأساسية للطراز من الناحية الهندسية القوس القوطي، والأبراج المسننة على شكل براعم اللوتس، وأنصاف الأروقة التي تعمل على توسعة الممرات، والأروقة المحورية التي تربط السياج، والشرفات الصليبية الشكل التي تظهر على طول المحور الرئيسي للمعبد. ويزين المعبد نماذج من رسومات الأرواح الحارسة والفتيات الجميلات، والنقوش البارزة، وأكاليل الزهر المنتشرة على القواصرات والرسومات القصصية. وتعتبر تماثيل أنغكور وات تقليدية، حيث تتميز بالجمود وهي أقل جمالاً من التماثيل الأقدم، ولقد دمرت بعض عناصر التصميم الأخرى بسبب النهب أو مرور الزمان، ومن ذلك نقوش الجص المطلية بالذهب على الأبراج، وطلاء الذهب على بعض النقوش البارزة وألواح السقف الخشبية والأبواب.
تبع طراز أنغكور وات حقبة معبد بايون، حيث أُهملت النوعية من أجل الكمية. ومن المعابد الأخرى التي تهتم بالطراز: بانتاي سامري وثومانون وتشاو ساي تيودا، ومعابد بربا بيثو الأقدم في أنغكور. وفي خارج أنغكور، يوجد بينج ميالا وأجزاء من فانوم رونج وفيماي.

### المعالم البارزة

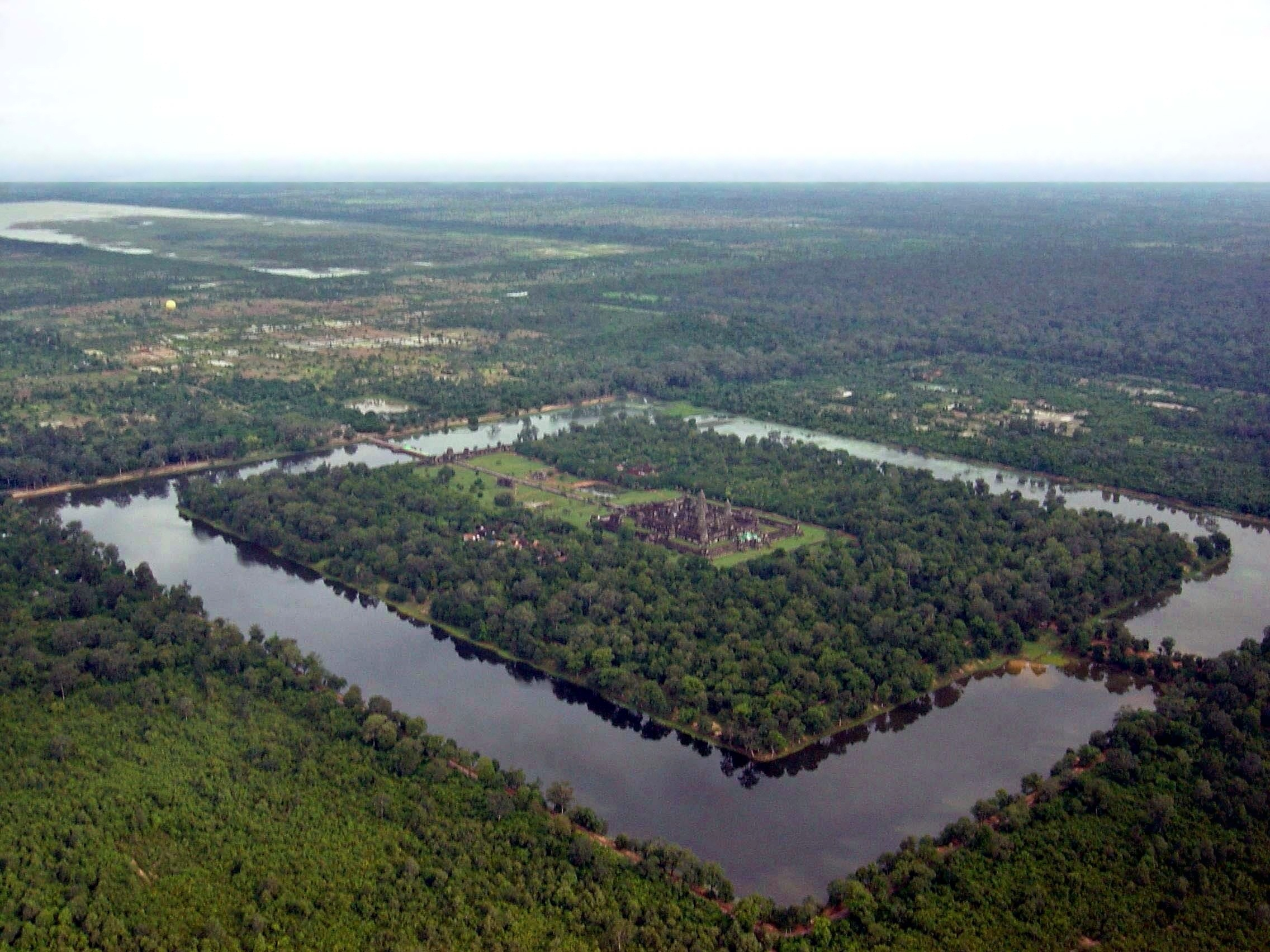
صورة جوية لأنغكور وات

#### السياج الخارجي
يُحيط بالجدار الخارجي، الذي يبلغ عرضه 1024 في 802 وطوله 4.5 متر، مساحة من الأرض المفتوحة تبلغ 30 متر، وخندق مائي يبلغ عرضه 190 متر. ويتم الدخول إلى المعبد عن طريق ضفة ترابية في الشرق، وممر حجري معبد في الغرب، وهذا الأخير هو المدخل الرئيسي وهو إضافة حديثة يحتمل أن تكون بديل لجسر خشبي. ويوجد مدخل رئيسي في كل جهة من الجهات الأربعة، ويعتبر المدخل الغربي الأكبر ويحتوي على ثلاثة أبراج متهدمة. يقول جلايز أن هذا المدخل يخفي ويحاكي في الوقت ذاته شكل المعبد الداخلي. ويوجد تحت البرج الجنوبي تمثال الألهة فيشنو المسمى بتا ريتش، والذي ربما كان يحتل الضريح الرئيسي للمعبد. وتمر الأروقة بين الأبراج حتى تصل إلى مدخلين رئيسين آخرين في كلا جانبي مدخل عادة ما يشار إليه ببوابة الفيل حيث أنه من الكبر بمجال يسمح لدخول الفيلة من خلاله. وتحتوي هذه الأروقة على أعمدة مربعة في الجانب الغربي الخارجي، وجدار مغلق في الجانب الداخلي الشرقي. وزُين السقف بين الأعمدة برسومات اللوتس، الوجه الغربي للجدار بالأشكال الراقصة. أما الجانب الشرقي من الجدار فهو مزود بنوافذ مسيجة ومزين بذكور يرقصون على حيوانات متبخترة وبالأرواح الحارسة، ومن ضمنها الروح الحارسة الوحيدة في المعبد التي تظهر أسنانها الواقعة في جنوب المدخل.
يطوق الجدار الخارجي مساحة قدرها 820.000 متر مربع (203 فدان). وكانت هذه المساحة مع داخل المعبد منطقة تحتلها المدينة، وأحتل القصر الملكي منطقة شمال المعبد. بنيت تلك المباني، مثل جميع المباني الغير دينية في أنغكور، من مواد قابلة للتلف بدلاً من الحجارة؛ ولذلك لم يبق منها إلا حدود بعض الشوارع. تغطي الغابات الآن أغلب المنطقة، وتربط طريق معبدة تبلغ 350 متر البوابة الغربية لداخل المعبد بدرابزين الناجا وستة سلالم تؤدي إلى المدينة من كلا الجانبين. ويعرض كلاهما مكتبة مع مدخل في كل جهة من الجهات الأربعة، وأمام السلالم الثالثة المقابلة للمدخل، وبركة بين المكتبة والمعبد. أضيفت البرك مؤخراً لتصميم المعبد، ومثلها الشرفة ذات شكل الصليب المحمية بالأسود والتي تصل الطريق المعبد بالبناء المركزي.

#### المبنى المركزي

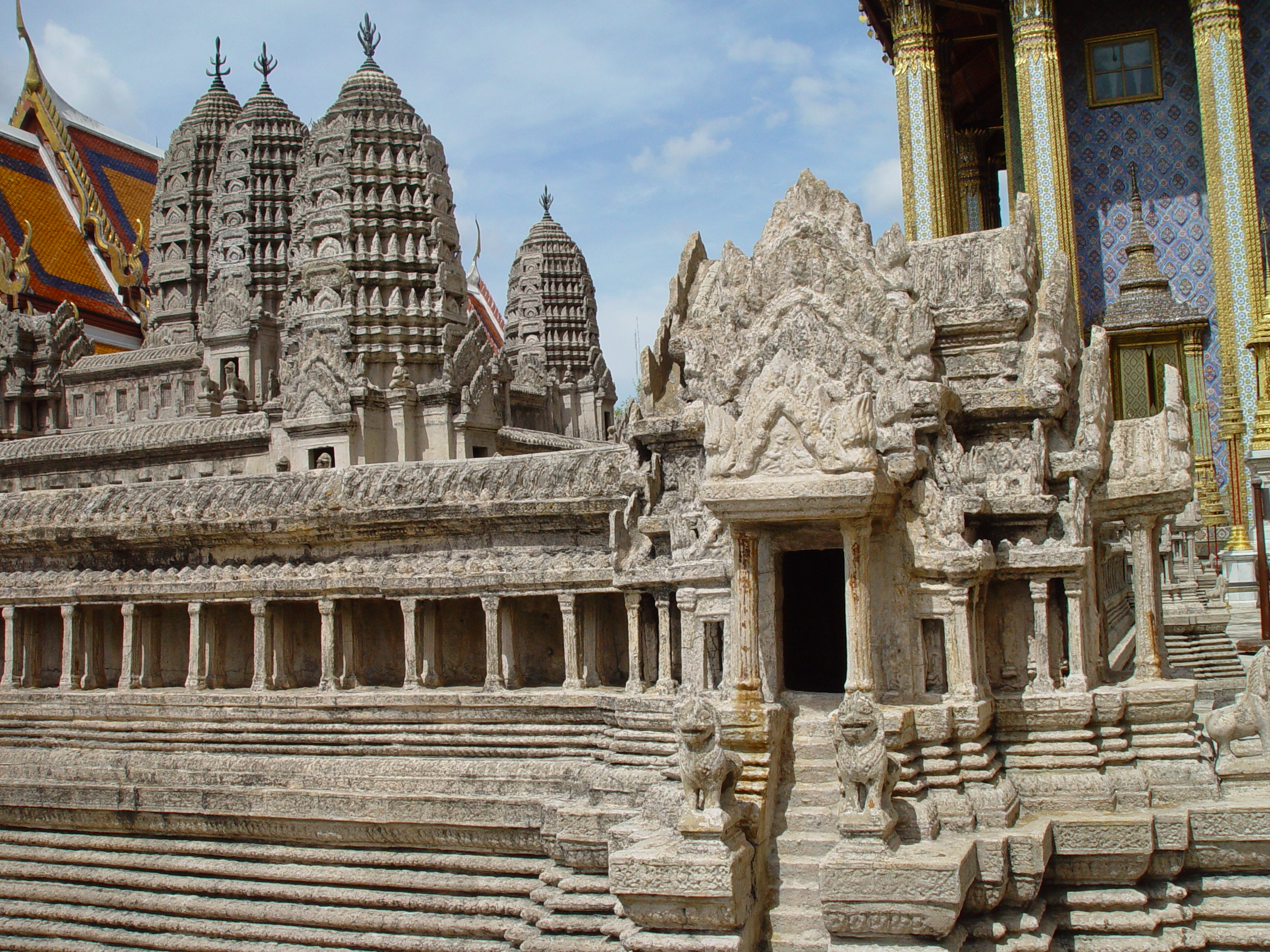
نموذج لمعبد أنغكور وات في قصر تايلندي

يقع المعبد على أرض أكثر ارتفاعاً من المدينة، ويتكون من ثلاثة أروقة مستطيلة الشكل ترتفع إلى البرج المركزي، وكل مستوى من الأروقة أكثر ارتفاعاً من الآخر. تفسر مانيكا هذه الأروقة بأنها مكرسة إلى الملك وبراهما والقمر وفيشنو. كل رواق له بوابة في كل جهة، وكلا الرواقين الداخليين يحتويان على أبراج في أركانهم مكونة شكل مربع يتوسطه البرج المركزي. وتتجه جميع معالم المعبد إلى الشرق تاركه مساحة أكبر للملء في كل سياج ورواق في الجهة الغربية؛ وبرجع ذلك إلى توجه المعبد بذاته إلى الغرب. وينتج عن ذلك أيضاً أن السلالم التي تواجه الغرب أقل عمقاً من السلالم في الجهة الأخرى.
ويبلغ قياس الرواق الخارجي 187 في 215 متر، ويحتوي على سرادقات بدلاً من الأبراج في أركانه. ينفتح الرواق إلى خارج المعبد، وتمتد به أنصاف أروقة ذات أعمدة لتدعم البناء. ويربط دير بريا بون (قاعة البوذيين) الرواق الخارجي بالسياج الثاني من الجهة الغربية. وتركت العديد من صور بوذا في الدير من قبل الحجاج على مر القرون بالرغم من أن أغلبها قد أُزيل الآن. وتحتوي هذه المنطقة على العديد من النقوش التي تحكي الأعمال الجيدة التي قام به الحجاج، وهي غالباً ما تكون مكتوبة بالخميرية وبعضها باللغة اليابانية والبورمية. وقد تكون الساحات الأربعة الصغيرة المميزة بجانب الدير مملوءة بالماء في السابق. ويوجد في شمال وجنوب الدير مكتبات.
في الجانب الآخر، يتصل الرواق الثاني والداخلي ببعض وبمكتبتين محيطتين بشرفة ذات شكل الصليب، وهذه أيضاً إضافة حديثة. تقض الجدران من الدور الثاني إلى الأعلى برسومات الأرواح الحارسة منفردة أو مكونة مجموعات من أربعة أفراد. ويبلغ قياس الدور الثاني 100 في 125 متر وقد يكون في الأساس غمر ليمثل المحيط حول جبل ميرو. وتؤدي الثلاثة سلالم في كل جانب إلى أبراج الزاوية ومداخل الرواق الداخلي.

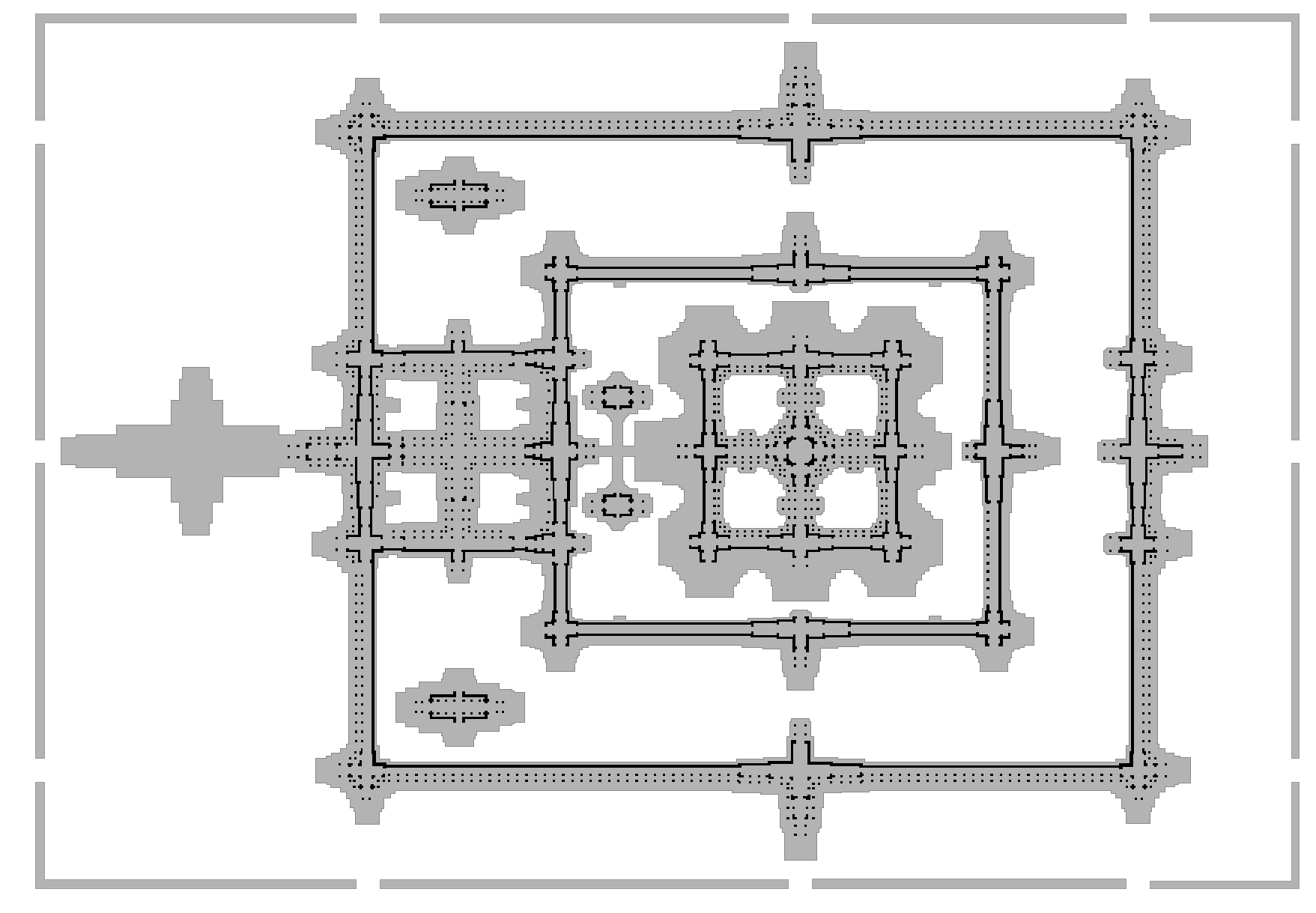
رسم تخطيطي مفصل

ويمثل الدرج المنحدر بذاته صعوبة الصعود إلى مملكة الآلهة. ويبلغ الرواق الداخلي المدعو باكان 60 متر مربع، ويوجد أروقة محورية تربط كل مدخل بضريح مركزي وأضرحة ثانوية تقع في أسفل أبراج الزاوية. وتُزين أسقف الأروقة بصورة جسد أفعى ينتهي في رءوس الأسود أو الأرواح الحارسة. وتزين المداخل إلى الأروقة والأضرحة عتبات وقوصرات منحوتة. يرتفع البرج في أعلى الضريح المركزي من 43 متر إلى ارتفاع 65 متر فوق سطح الأرض. ويرتفع البرج المركزي فوق الأبراج المحيطة الأربعة بخلاف أبراج معابد الجبال السابقة. الضريح الذي كان يحتله تمثال فيشو وكان مفتوح من كل جانب أصبح محاطاً بالجدران عندما تحول المعبد إلى البوذية. وتصور الجدران الجديدة بوذا منتصباً. وفي عام 1938، قام القيم جورج تروف بحفر هوة أسفل الضريح المركزي، وكان ممتلئ بالماء والرمال وسلبت كنوزه، ولكنه وجد على بعد مترين من سطح الأرض وديعة الأساس المقدسة من صفائح الذهب.

#### الزخارف

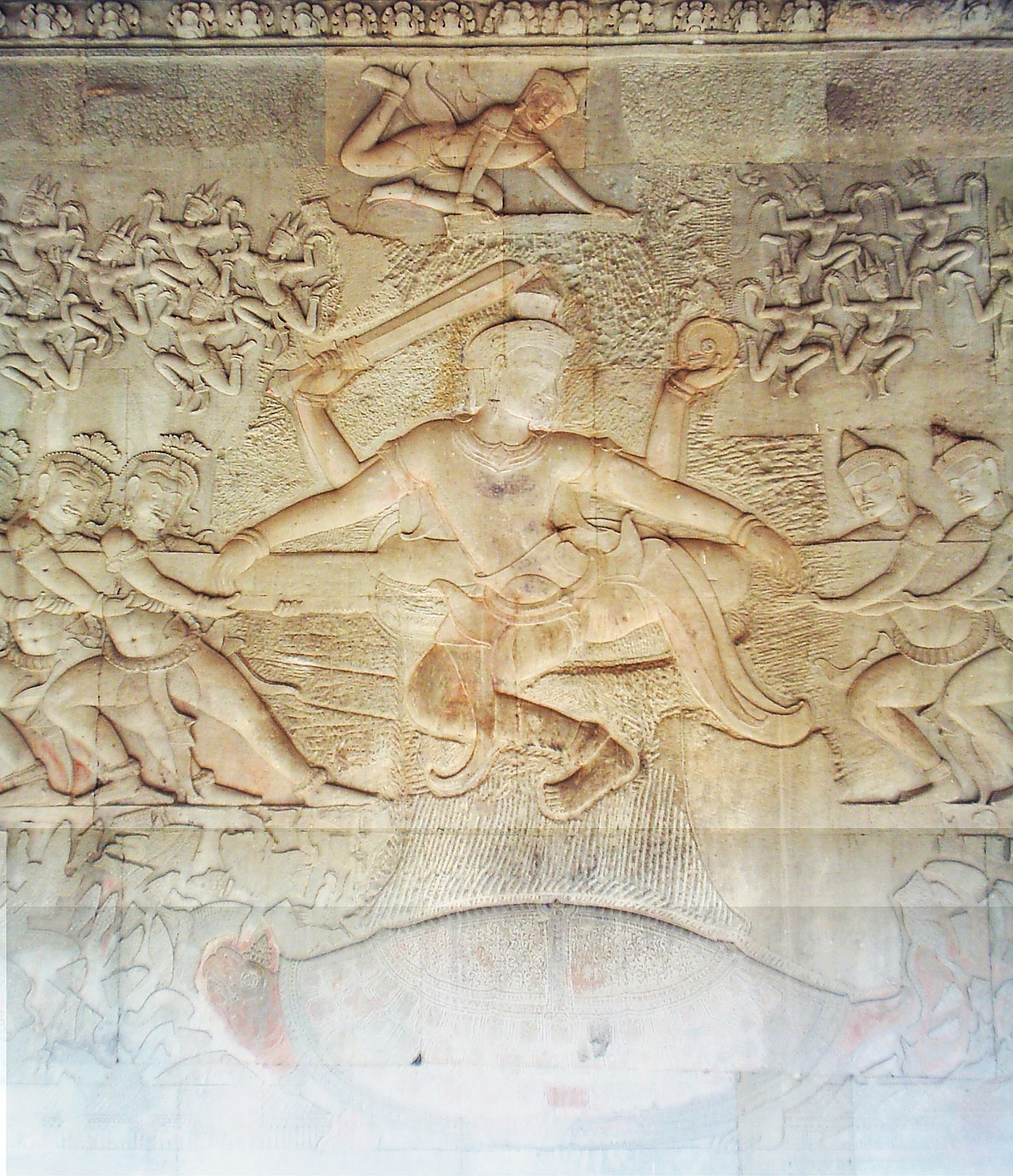
مشهد تموج بحر اللبن

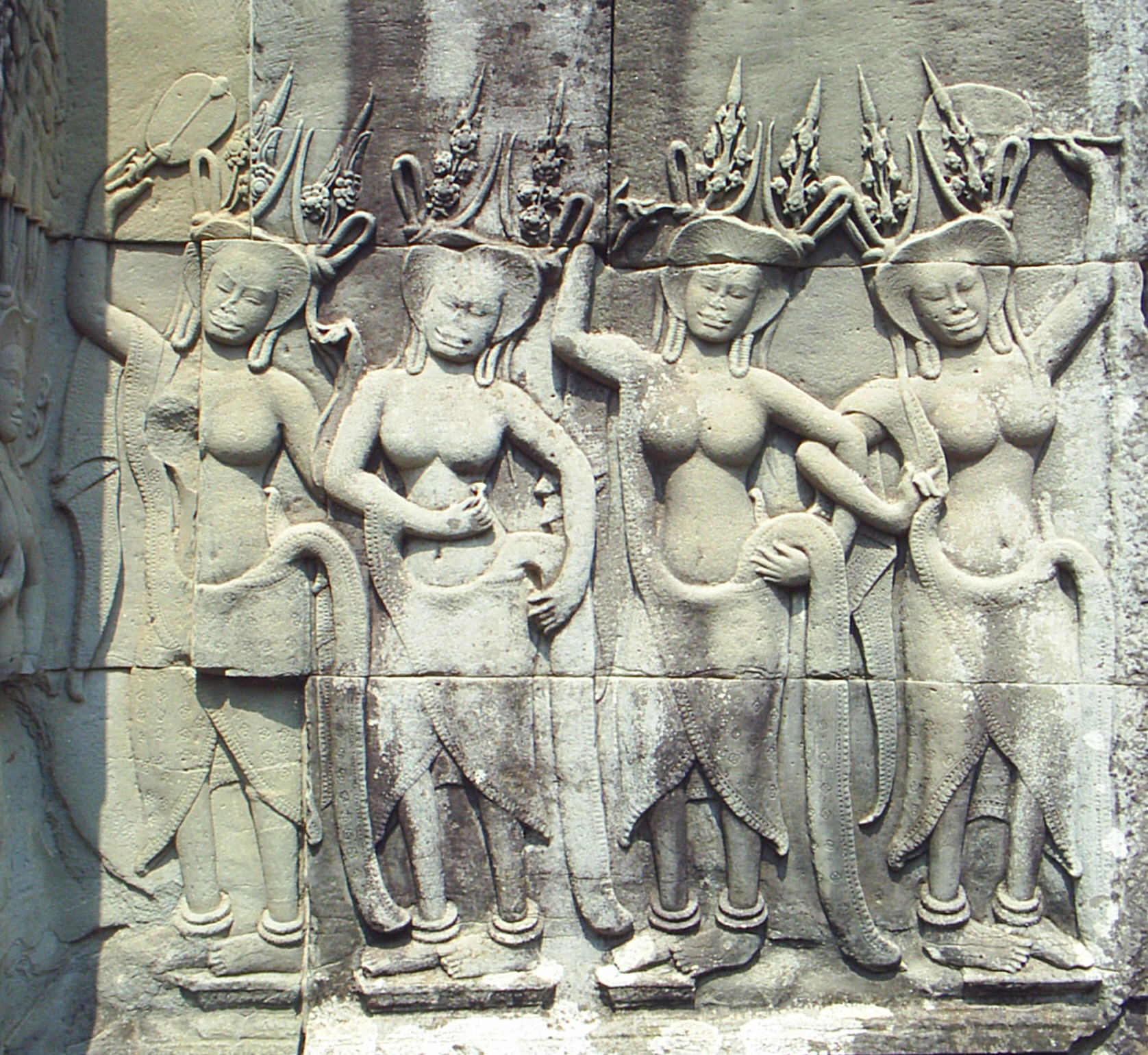
الأرواح الحارسة من زخارف أنغكور وات الهامة

واحد من أسباب شهرة أنغكور وات هي الزخارف المنتشرة المتناسقة مع تصميم البناء والتي غالباً ما تأخذ شكل نقوش الإفريز البارزة. يحتوي الجدار الداخلي للرواق الخارجي على رسومات كبيرة تصور عامة حوادث من الملحمة الهندية رامايانا ومهابهاراتا. ووصف هايم هذه الرسومات بأروع تنسيق تخطيطي للنحت على الحجر. يُظهر الرواق الغربي، في الزاوية الشمالية الشرقية عكس عقارب الساعة، معركة لانكا من الرامايانا حيث يُهزم رافانا على يد راما، ويُظهر معركة كوروكشترا من المهابهاراتا والإبادة المتبادلة لعشائر الكاورافا والباندافا. ويظهر على الرواق الجنوبي المشهد التاريخي الوحيد وهو مركب سرفارمان الثاني، و32 مشهد للجحيم و37 للجنة من الأساطير الهندوسية.
ونجد في الرواق الغربي أكثر المشاهد شهرة وهي مشهد تموج بحر اللبن التي يظهر فيها 92 من الآلهة أسورا و88 من الأرواح الحارسة، واُستخدم فاسوكي لمخض البحر بتوجيه من فيشنو. وتبع المشهد بآخر يظهر فيه فينشو يهزم الآلهة آسورا، والذي أضيف في القرن السادس عشر. ويُظهر الرواق الشمالي مشهد نصر كريشنا على بانا، ومعركة يين الآلهة الهندوسية والآسورا. وتعرض السرادق الشمالية الشرقية والجنوبية الغربية رسومات أقل حجماً، وبعضها غير معروفة، لكن أغلبها من ملحمة رامايانا أو حياة كريشنا.

### تقنيات البناء
وُضعت الحجارة الملساء كرخام مصقول بدون ملاط وبوصلات مشدودة للغاية كان يصعب إيجادها بعض الأحيان. تُمسك مفاصل النقر واللسان الطوب معاً في بعض الحالات، وفي حالات أخرى تُستخدم الأربطة والأثقال. ويُحتمل أن الفيلة استخدمت لوضع الطوب في محله، بالإضافة إلى ألياف جوز الهند والبكرات وسقالات الخيزران. ولاحظ هنري ماوت أن أغلب الطوب يحتوي على ثقوب قطرها 2.5 سم وعمقها 3 سم، ويحتوي الطوب الأكبر على ثقوب أكثر. اقترح بعض العلماء أن هذه الثقوب استخدمت لربط الطوب بقضبان حديدية، بينما زعم آخرون أنها استخدمت لحمل الأوتاد مؤقتاً حتى يوضع الطوب في أماكنه المناسبة. لم يقم المهندسون الخميريون بصنع الأقواس المنحنية التي استخدمها الرومان من قبل. لقد قاموا بصنع المداخل المقوسة بالفعل، ولكنها غالباً ما كانت مزعزعة وسريعة الانهيار.
صنعت النصب التذكارية من كميات ضخمة من الحجر الرملي تعادل حجم هرم خفرع في مصر (أكثر من 5 ملايين طن). كان يجب أن ينقل الحجر الرملي من جبل كولن الذي يبعد 24 ميل شمالاً. ومن المحتمل أن الحجارة تنقل في مركب على طول نهر سيام ريب. كان يجب أن تقام هذه العملية بحذر شديد حتى لا يتسبب وزن كميات الحجارة في قلب المراكب. وقدر مهندس معاصر أن بناء أنغكور وات قد يستغرق ثلاثة مئة سنة. لكن النصب التذكاري قد بدأ بناءه بعد اعتلاء سرفارمان العرش بقليل وانتهى بعد وفاته بفترة قصيرة، أي لم يستغرق العمل به أكثر من أربعين سنة.
جميع أسطح المعبد وأعمدته وعتباته في الواقع منحوتة. حيث توجد أميال من النقوش التي تصور مشاهد من الأدب الهندي، متضمنة مخلوقات خيالية مثل اليونيكورن والفتخاء وتنانين ذات أجنحة تجر العربات. ورسومات أخرى تصور محاربين يتبعون قائد يعتلي فيلاً وفتيات يرقص. جدار الرواق وحده مزين ب 1000 متر مربع تقريباً من النحوت البارزة. وتشير الثقوب في بعض جدران أنغكور وات إلى احتمالية وجود صحائف برونزية تزين المكان من قبل. كانت هذه الصحائف هدف رئيسي للصوص حيث كانت تعتبر غنيمة ثمينة في تلك العصور. قام النحات ألكس إيفانس خلال عمليات التنقيب في خاجوراهو بإعادة صنع تمثال حجري يبلغ طوله أربعة أقدام (1.2 متر). استغرق منه ذلك ستين يوماً من النحت. وكذلك قام روجر هوبكنز ومارك لهنر بتجربة قلع الأحجار التي استغرقت 12 عاملاً 22 يوماً لقلع حوالي 400 طن من الحجارة. كان يقوم بهذا الجهود المبذول لقلع الحجارة ونقلها ونحتها ووضع هذه الكمية من الحجر الرملي الآلاف من الحرفيين المهرة. ونمت المهارات المطلوبة لنحت هذه التماثيل منذ مئات السنين؛ حيث يشير إلى ذلك بعض المصنوعات الموجودة والتي أرخت لأن تكون في القرن السابع قبل أن يأتي الخميريين إلى السلطة.

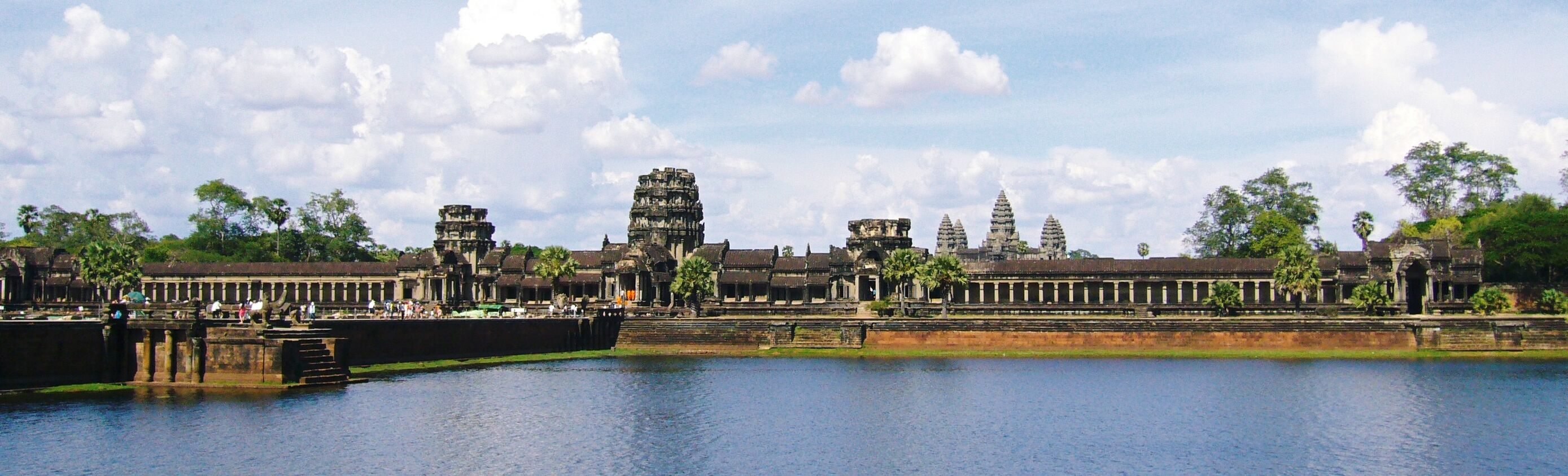
منظر للخندق المحيط بأنغكور وات

## أنغكور وات اليوم

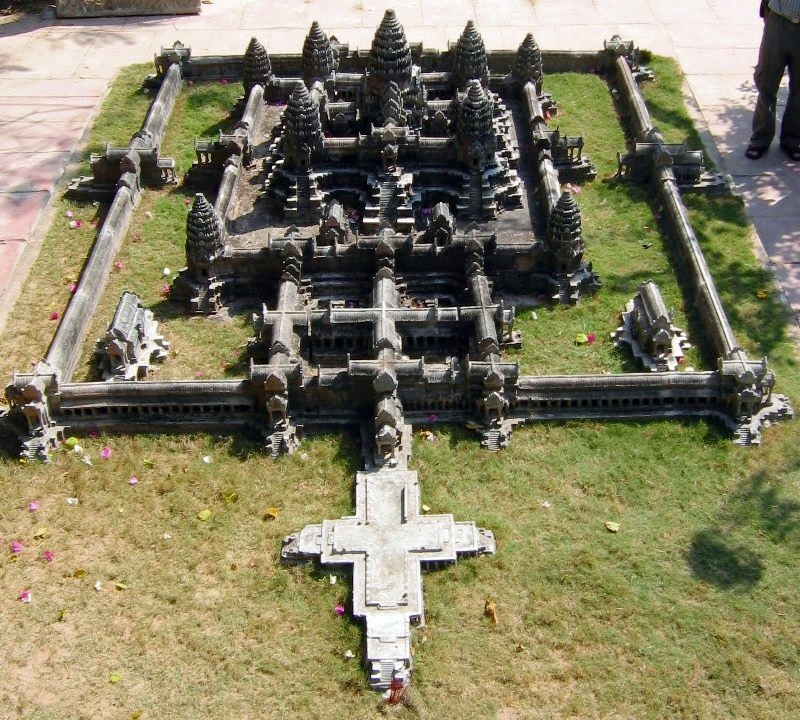
نموذج لأنغكور وات صمم ليعطي السياح نظرة عامة على المعبد.

أجرى المسح الأثري للهند بين عامي 1986 و1992 أعمال ترميم لمعبد أنغكور وات. وشهد أنغكور وات منذ التسعينات صيانة مستمرة وزيادة كبيرة في عدد السياح. المعبد جزء من مواقع التراث العالمي الذي أُسس في عام 1990، والذي وفر بعض الموارد وشجع الحكومة الكمبودية على حماية الموقع. ويقوم مشروع أسبرا الألماني للحماية على حماية نقوش الأرواح الحارسة، وغيرها من النقوش البارزة التي تزين المعبد، من أي ضرر. ووجد المسح الذي قامت به المنظمة أن 20% من النقوش كانت في حالة سيئة جداً، والسبب الرئيسي هو عوامل التعرية الطبيعية وتلف الحجارة، لكن جزء من المشكلة أيضاً كان بسبب بعض عمليات الترميم السابقة. ويشمل العمل أيضاً إصلاح الأجزاء المنهارة من البناء والوقاية من أي انهيارات مستقبلية. فعلى سبيل المثال زودت الواجهة الغربية للمستوى الأعلى من البناء بدعائم من السقالات في عام 2002. كما أتم فريق ياباني عملية ترميم المكتبة الشمالية للسياج الخارجي في عام 2005، وبدأ الصندوق العالمي للآثار العمل على رواق تموج بحر اللبن في عام 2008.
أصبح أنغكور وات وجهة سياحية رئيسية. أوضحت بعض إحصاءات الحكومة في عامي 2004 و2005 أن ما يبلغ 561,000 و677,000 زائر أجنبي على التوالي وصلوا إلى إقليم سيام ريب، وهم تقريباً 50% من كل سياح كمبوديا الأجانب. وتسبب تدفق السياح إلى الآن ببعض الضرر كالرسم على الجدران مما أدى إلى وضع بعض الحبال والدرجات الخشبية لحماية النقوش والجدران. ووفرت السياحة أيضاً بعض المبالغ الإضافية للصيانة؛ حيث تم إنفاق 28% من ريع على المعابد في عام 2000 بالرغم من أن أغلب الأعمال تجرى من قبل فرق برعاية حكومات أجنبية وليست السلطات الكمبودية.

## وصلات خارجية
- الفن الخميري من الموسوعة العربية
- Angkor Wat - APSARA Authority Official Description
- Angkor Wat and Angkor photo gallery by Jaroslav Poncar مايو 2010
- Free 3D virtual interactive model of Angkor Wat
- بي بي سي : خريطة تكشف الزحف العمراني القديم أغسطس 2007
- Guide to the Angkor Monuments - PDF Downloadable English translation of Maurice Glaize's 1944 guide
- Inventory of Angkor Wat devata (sacred Khmer women) فبراير 2010
- Reopening the Bakan, the highest level of Angkor Wat يناير 2010